# 26302 Zimolzak
26302 Zimolzak (tên chỉ định: 1998 ST142) là một tiểu hành tinh vành đai chính. Nó được phát hiện bởi dự án Nghiên cứu tiểu hành tinh gần Trái Đất Lincoln ở Socorro, New Mexico, ngày 16 tháng 9 năm 1998. Nó được đặt theo tên Matt Zimolzak, an American educator ở Palatine, Illinois.